# يونهار إلياس
البروفيسور الدكتور يونهار إلياس (1956 - 2020)، هو شيخ عالم دين وسياسي اندونيسي. شغل منصب رئيس مجلس العلماء الاندونيسيين.
- توفي في المستشفى يوم 2 يناير 2020 بسبب المرض.[2]